# 伊维 (毛利人)
伊维是新西兰毛利人社会中最大的社会单位。在毛利语中，“伊维”大致意为“民族”，常被翻译为“部落”或“部落联盟”。
伊维群体追溯其血缘至最初的波利尼西亚移民，这些移民根据传统说法来自哈瓦基。一些伊维根据“法卡帕帕”（家谱传统）聚合成更大的群体，被称为“瓦卡”（字面意思为“独木舟”，指最初的迁徙航行）。这些超级群体通常具有象征意义，而非实际功能。在欧洲人到来之前，大多数毛利人与较小的群体结盟，这些群体形式为“哈普”（亚部落）和“法瑙”（家族）。每个伊维包含多个“哈普”。毛利人使用“罗赫”一词来描述伊维的领地或边界。  
在现代新西兰，伊维在土地和其他资产的管理方面可以行使重要的政治权力。例如，1997年新西兰政府与纳塔胡伊维签订《怀唐伊条约》和解协议，赔偿该伊维因1840年《怀唐伊条约》所保证权利的丧失而遭受的损失。2019年，该部族的集体管理资产达到18.5亿新西兰元。伊维事务对新西兰的政治和社会产生了切实的影响。例如，2004年，一些伊维通过法院尝试确认对海床和海岸线区域的所有权，引发了公众舆论的两极分化（参见新西兰海床与海岸线争议）。  